# Garibius psychrophilus
Garibius psychrophilus är en mångfotingart som beskrevs av Crabill 1957. Garibius psychrophilus ingår i släktet Garibius och familjen stenkrypare. Inga underarter finns listade i Catalogue of Life.